# Sambucus strumpfii
Sambucus strumpfii är en desmeknoppsväxtart som beskrevs av Gutte. Sambucus strumpfii ingår i släktet flädrar, och familjen desmeknoppsväxter. Inga underarter finns listade i Catalogue of Life.